# Document
Pour la revue portant ce titre, voir Documents.

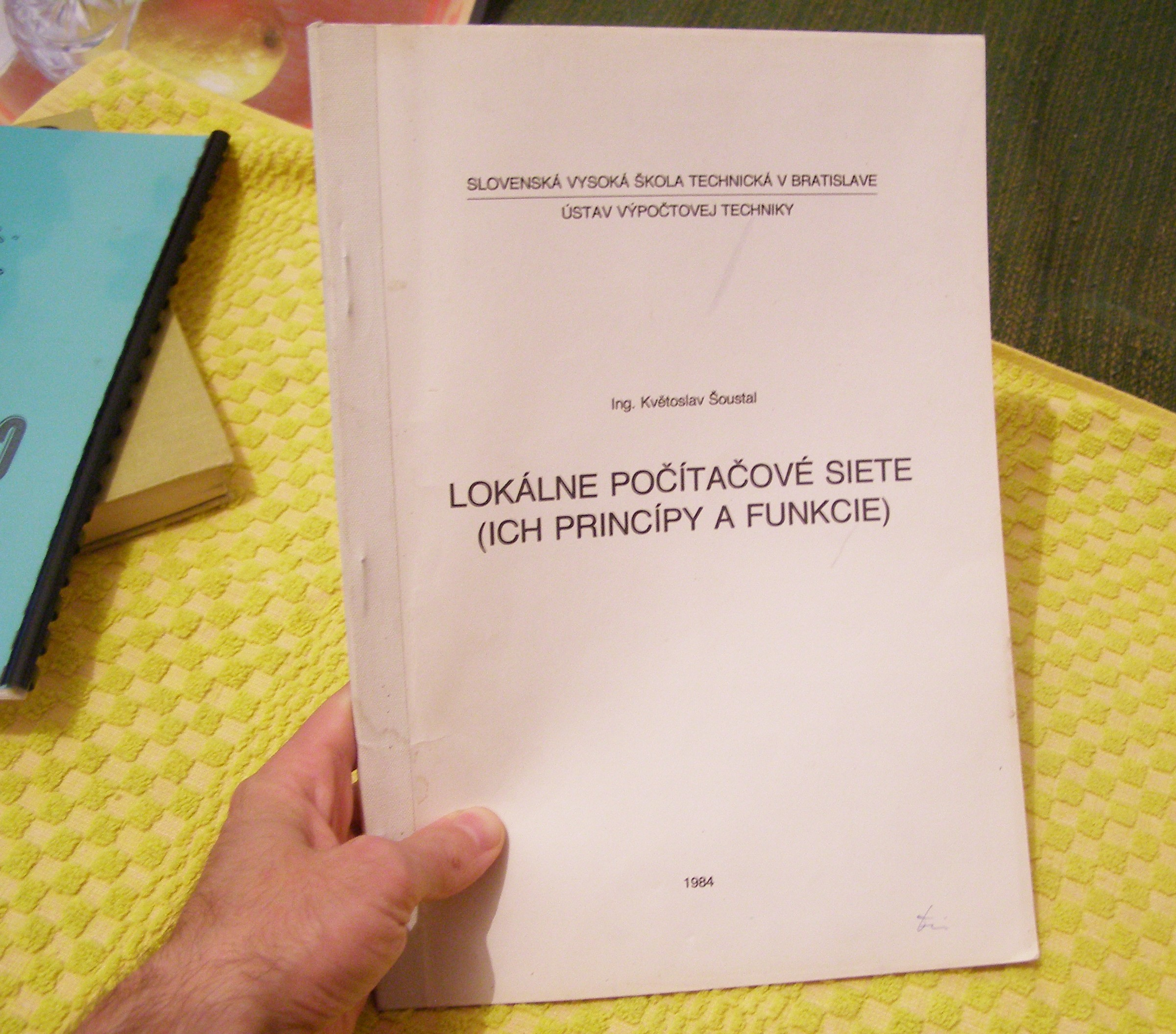
Exemple de document papier.

Un document renvoie à un ensemble formé par un support et une information (le contenu), celle-ci enregistrée de manière persistante. Il a une valeur explicative, descriptive ou de preuve. Vecteur matériel de la pensée humaine, il joue un rôle essentiel dans la plupart des sociétés contemporaines, tant pour le fonctionnement de leurs administrations que dans l'élaboration de leurs savoirs. Témoin de son époque pour l'historien, pièce à conviction pour le juge, le document pose toujours le problème de sa véracité, mais plus encore de ce qu'il révèle indépendamment de son énoncé ou de son illustration.

## Description
Le document peut se concevoir selon trois perspectives : comme forme, comme signe et comme médium. Autrement dit, il implique une matérialité, un sens et un contexte social qui décide de son statut. Selon une acception assez large, tout objet informatif, même dénué de signes, correspond à un document: ainsi en est-il du silex taillé pour le préhistorien, d'une bactérie pour le biologiste. L'emploi du terme renvoie cependant plus souvent à un objet culturel stockant du texte, de l'image ou du son. Enfin, il constitue un moyen de communication, étant ainsi un vecteur des idées et du pouvoir. Le document numérique bouleverse la conception traditionnelle de la notion par la dissociation du contenant et du contenu.

## Typologie documentaire
Le document peut être caractérisé selon une typologie fondée sur la nature de l'information, le support matériel, le mode de consultation et la périodicité : selon la nature de l'information, les documents peuvent être textuels (documents écrits : texte scientifique, article de presse, texte juridique, politique, œuvre littéraire) ou non-textuels (documents sonores ou iconographiques de type images fixes ou animées). Quand la source est une combinaison des images et du son (et/ou de l'écrit), on parle de documents audiovisuels ou multimédia. Selon le support matériel qui peut être de type papier (documents manuscrits, tapuscrits, imprimés, visuels), photographique, magnétique (disquette, audio-cassette, vidéocassette), optique (CD et DVD), numérique (source Internet). Selon le mode de consultation (direct ou indirect dans le cas où il y a nécessité d'un appareil de projection ou de lecture pour prendre connaissance de l'information).

## Perspectives épistémologiques

### La conservation du signe
Tout document se caractérise par une structuration minimum du signifiant, par différence avec une simple juxtaposition d'indices. Robert Escarpit le qualifie d’anti-évènement du fait qu'il cumule des traces au-delà de sa création, dont un sens perdure malgré la décontextualisation de l'information. C'est cependant ce même document par lequel est reconstruit ou raconté un événement. Il sollicite deux propriétés cognitives indissociables : la mémorisation et l'organisation des idées, préalables à la créativité et à la transmission. Le rôle structurant du document se vérifie par excellence avec l'écriture, qui autorise des découpages logiques et des figurations (schémas, plans) propres à ce médium. Néanmoins, un document audio apporte déjà un surplus conceptuel à la fluidité sonore, en capturant la musique et la parole, facilitant ainsi son analyse. Une approche subjective élabore une distinction entre « document par attribution» et « document par intention» : le document est un objet socialement institué mais l'information qu'il apporte dépend de la volonté de celui qui l'observe.

### Document et archive
Parce qu'il conserve une information, fut-elle fausse, le document constitue une trace du passé. Il s'agit du matériau de base pour l'écriture de l'histoire. Sa portée ne s'estime qu'en relation avec les autres documents de l'époque et le savoir de celui qui l'examine. Il ne se résume donc pas aux données qu'il porte : il valide ou infirme des hypothèses. Les questionnements de l'historien construisent un savoir en procédant à un découpage entre les faits supposés et la confrontation des documents.
Dans une certaine mesure, le document tient de l'archive par lequel l'historien établit les faits. Il s'inscrit dans la continuité de celle-ci pour rendre compte d'un événement. Néanmoins, les deux concepts ne se recouvrent pas en raison de leur différents rapports au temps. De nombreux documents servent les affaires du présent, transportent des connaissances actuelles, s'utilisent comme vecteurs d’opinions alors que l'archive ne joue, par définition, plus le rôle pour lequel elle a été conçue.

### Approche fonctionnaliste
André Tricot, Gilles Sahut et Julie Lemarié ont développé une approche fonctionnaliste du document qui s'appuie sur la théorie de la pertinence de Sperber et Wilson. Ces chercheurs en psychologie cognitive et sciences de l'information et de la communication entendent ainsi décrire les fonctions du document dans les sociétés humaines. Depuis les tablettes sumériennes jusqu'aux tablettes numériques, le document remplit une double fonction de communication et de mémoire. Il permet de communiquer en réduisant les contraintes de temps et d'espace et d'assister la mémoire humaine. Les cinq fonctions mémorielles du document sont : lutter contre l'oubli ; garantir la fiabilité d'un souvenir ; donner à reconnaître ce que l'on ne parvient pas à se rappeler ou/et à nommer ; anticiper les futurs besoins de connaissances ; mettre en forme des savoirs afin qu'ils puissent être transmis. Les fonctions communicationnelles du document posent inévitablement les questions de sa pertinence, de la quantité d'information qu'il peut apporter, de sa crédibilité et de sa mise en forme. Le schéma général sur lequel s'appuie cette théorie du document est le modèle de communication interpersonnelle de Sperber et Wilson. L'auteur d'un document a ainsi une intention informationnelle et communicationnelle que le lecteur doit reconnaître pour accéder au sens du document.    
Selon Anne Lehmans et Vincent Liquète, la dimension communicationnelle du document prend aujourd'hui le pas sur sa fonction de support stable : il devient un espace dans lequel se noue un dialogue constant. Il permet la construction d’une culture et d’une mémoire collectives au croisement de deux mondes distincts (le monde des bureaux et le monde du chantier, le monde des étudiants et le monde des professeurs, etc.) et séparés par des pratiques différentes ou une hiérarchie. L’espace du document (numérique ou non) est utilisé comme stabilisateur des connaissances et des discours entendus et compris par les différents acteurs qui participent à son élaboration. Ces derniers s’approprient cet espace par différents moyens (annotations, dessins, schémas, etc) leur permettant, d'une part, la construction d’une culture collective localisée (dans une classe, un étage de bureau, une entreprise, etc) entre des acteurs définis ou qui restent à définir, et, d’autre part, un discours collectif cohérent.

## Premiers théoriciens du concept de document

### Paul Otlet et Suzanne Briet
Paul Otlet et Suzanne Briet sont reconnus par la majorité des auteurs comme étant les premiers à avoir étudié la théorie du document. Paul Otlet, auteur du Traité de documentation, étudie en 1934 la documentation en lien avec la mémoire, la préservation et le traitement des documents. Il définit le document comme un support d’une dimension donnée contenant des signes représentatifs de données intellectuelles, comme un texte, un objet naturel, une œuvre d’art, etc. Ses écrits laissent place aux premiers jalons d’une théorie de la documentation.
Cela dit, Suzanne Briet est considérée comme la fondatrice du mouvement de la documentation en France. Dans son ouvrage « Qu’est-ce que la documentation ? », publié en 1951, Briet élabore une définition du document selon une perspective fonctionnelle et phénoménologique. Elle affirme que le document est une preuve ou une manifestation physique. Elle élabore le concept de document primaire, qui se définit par un objet concret, et celui du document secondaire, qui se définit par des signes symboliques. La praticienne affirme que c’est la fonction de l’objet qui le transforme en document. Elle justifie ce propos en prenant l’exemple de l’antilope. Une antilope qui court dans la savane n’est pas un document à la base. Toutefois, elle le devient si elle est transformée en sujet d’étude (par exemple, si on place une photo de l’antilope dans un musée). Ainsi, n’importe quel objet peut devenir un document, à la seule condition qu’il soit un objet d’étude. Cette pensée élaborée par Briet a permis de grandes avancées dans la théorie de la documentation.      

## Traitement documentaire

### Description et modes de représentation
La production en masse de documents nécessite la création de sources tertiaires pour faciliter leur localisation et leur consultation. Les professionnels de la documentation, et en particulier les bibliothécaires et les archivistes, ont peu à peu normalisé la rédaction des notices bibliographiques, afin de représenter le document d'une manière univoque et synthétique, dans leur dimension formelle et thématique. Créés par l'IFLA, l'ISBD et l'UNIMARC constituent par exemple des efforts de normalisation internationale pour unifier le travail des bibliothécaires. La description comporte également des points d'accès aidant au repérage du document, généralement par auteur, titre et sujet. Une notice bibliographique ne traite pas l'exemplaire d'un document, contrairement à une notice catalographique, précisant sa localisation.
Par la compilation de notices, normalisées ou non, sont réalisées plusieurs types de produits documentaires. Le catalogue recense un fonds documentaire et dépend donc d'une collection. La normalisation et l'informatisation permettent notamment un catalogage partagé comme le pratique le réseau universitaire du Sudoc en France. La complexité et la lourdeur du catalogage provoquent un débat récurrent quant à leur utilité. La bibliographie liste différentes références indépendamment d'une collection, selon une logique de recherche ou systématique dans le cas des bibliographies nationales. L'index analytique se compose de notices résumant brièvement un document, relatives à un domaine de connaissances ou un sujet traité. Les centres d'archives produisent également des instruments de recherches (guide, inventaire) visant à donner une vision globale d'un fonds ou détaillant les caractéristiques d'une série de documents.

### Classification et indexation
Regrouper des documents par catégories améliore la cohérence et la lisibilité d'une collection. La classification par sujet organise des entités d'un point de vue conceptuel, par différence avec le classement qui range des éléments dans l'espace. Plusieurs critères, seuls ou combinés, servent à cette catégorisation : la forme, l'auditoire potentiel, le contenu, la valeur accordée au document. Une classification thématique, plus courante que les autres, situe un document dans une structuration du savoir et de la culture, parfois encyclopédique, comme dans le cas de la Classification Décimale Universelle de Paul Otlet ou la celle de Melvil Dewey. Une classification n'est jamais entièrement neutre et traduit des préférences dans le découpage des connaissances, y compris pour le modèle encyclopédique.
L'indexation indique aussi le contenu d'un document, non à partir d'indices, par différence avec la classification, mais avec un vocabulaire en langage naturel ou contrôlés par une liste de descripteurs prédéfinis, relative à un langage documentaire (thésaurus documentaire, classification à facettes, assemblage de vedettes-matières comme Rameau). Cette opération joue un rôle essentiel dans la recherche d'information car elle facilite grandement les recherches par sujet. Les langages documentaires possèdent l'avantage sur les mots ordinaires de tenir compte des ambiguïtés et de la polysémie du langage ordinaire. L'indexation automatique, utilisée dans les moteurs de recherches, se distingue de l'analyse humaine, car elle évacue l'attention portée au sens au profit d'une approche statistique. Néanmoins, l'étude des relations sémantiques et l'apport du Traitement automatique des langues tentent de combler cet écart.

## L'expertise en écritures

### Document de question
Dans l'expertise en écritures, il s'agit d'un document litigieux, soumis à question, c'est-à-dire voué à subir l'épreuve de la comparaison contradictoirement avec un document comparable (de provenance semblable), réputé authentique.

### Document de comparaison
Dans l'expertise en écritures, il s'agit d'un document réputé authentique, puisque obtenu sur ordre de l'autorité judiciaire, par saisie judiciaire (par exemple : le suspect, établit sous l'observation visuelle d'enquêteurs assermentés, ledit document, dans des termes proches du document dit « de question »), et donc destiné à permettre la comparaison entre le (ou les) document(s) litigieux dit(s) « de question » et lui-même.
Il peut, dans certains cas s'avérer nécessaire à la justice de disposer de plusieurs documents de comparaison, afin d'obtenir expertise d'un ou de plusieurs documents « de question », d'aspects différents, ou suspects d'émaner de provenances diverses, et/ou douteuses.